# Carrefour jeunesse-emploi
Pour les articles homonymes, voir CJE.
Les Carrefours jeunesse-emploi (CJE) sont des organismes communautaires québécois sans but lucratif qui accompagnent et guident les jeunes adultes de 15 à 35 ans dans leurs démarches d’insertion sociale et économique, en aidant à leur cheminement vers l’emploi, vers un retour aux études ou dans le développement de projets.

## Historique
En 1984 est créé le premier  CJE sous le nom « Le Centre communautaire des jeunes sans emploi », devenu ensuite le « Carrefour jeunesse-emploi de l'Outaouais ».
En 1995, convaincu par le modèle « carrefour jeunesse-emploi », Jacques Parizeau a procédé à l’implantation de nouveaux CJE partout au Québec alors qu’il était premier ministre du Québec.
En 2014, le ministère de l’Emploi et de la Solidarité sociale revoit leur mission et leur fonctionnement. Ils passent du financement à la mission au financement par entente de services avec les Centres locaux d'emploi.

## Services offerts
Voici les services offerts dans les CJE :
- Accompagnement dans la recherche d'emploi
- Aide pour concevoir un c.v et une lettre de présentation
- Conseils pour réussir une entrevue d'embauche
- Techniques de recherche d'emploi
- Répertoire d'offres d'emploi
- Informations sur les formations et les stages
- Support pour les inscriptions scolaires
- Bilan professionnel, personnel et scolaire
- Tests d'intérêts, d'aptitudes et de connaissance de soi
- Exploration des métiers et des perspectives d'avenir
- Aide au démarrage d'entreprise
- Aide au raccrochage scolaire
- Développement de projets.

## Projets et programmes
- Créneau Carrefour jeunesse
- Desjardins jeunes au travail[6]
- Départ@neuf (anciennement jeunes en action)
- Idéo 16-17[7]
- Parlons d'argent[8]
- Place aux jeunes[9]
- Mes finances, mes choix mc[10]

## Créneau carrefour jeunesse
Nouvellement introduit en 2017, la gamme de services offerts dans les CJE sont maintenant sous l'égide du Créneau carrefour jeunesse, un programme du Secrétariat à la jeunesse. Selon le RCJEQ : « Le Créneau carrefour jeunesse est un programme du Secrétariat à la jeunesse et mis en œuvre par les carrefours jeunesse-emploi, qui vise à favoriser la persévérance scolaire, l’autonomie personnelle et sociale, de même que la participation des jeunes à des projets d’entrepreneuriat, de bénévolat et de volontariat. Tout en s’adaptant aux besoins et réalités locales, le Créneau carrefour jeunesse permet de mettre en œuvre des services et différents projets pour les jeunes âgés de 15 à 29 ans inclusivement ».

## Instances
- Réseau des Carrefour jeunesse-emploi a pour mission de regrouper, soutenir et représenter les carrefours jeunesse-emploi.
- Le Collectif autonome des Carrefour jeunesse emploi du Québec crée un espace de développement d’expertise en intervention et en gestion; fait la promotion des approches performantes et innovantes de ses membres pour développer le plein potentiel des jeunes